# 보리스 존슨
알렉산더 보리스 디 페펄 존슨(영어: Alexander Boris de Pfeffel Johnson, 1964년 6월 19일~)은 2019~2022년 영국 총리와 보수당 대표를 지낸 정치인이자 언론인이다. 2016~2018년 외무 장관, 2008~2016년 런던 시장을 역임했다. 2001~2008년 헨리 선거구, 2015~2023년 억스브리지 사우스라이슬립 선거구의 하원의원을 지냈다.
이튼 칼리지를 졸업했고 옥스포드 대학교 베일리얼 칼리지에서 고전문학을 전공했다. 1986년 옥스포드 학생회장에 당선됐다. 1989년 《데일리 텔레그래프》의 브뤼셀 특파원이 됐고 후에 정치 칼럼니스트가 됐다. 1999~2005년 《스펙테이터》의 편집자를 지냈다. 2001년 하원의원 당선 후 마이클 하워드 대표의 그림자 내각의 일원이 됐다. 이어 데이비드 캐머런 대표의 그림자 내각에도 참여했다. 2008년 런던 시장에 당선돼 의원직을 사임했고 2012년 시장에 재선됐다. 2015년 총선에서 억스브릿지 사우스라이슬립 선거구 의원으로 당선됐다. 2016년 브렉시트 국민투표에서 탈퇴 측의 선거운동을 이끌었다. 국민투표 후 테리사 메이 총리에게 외무 장관으로 지명됐다. 체커스 합의과 메이 총리의 브렉시트 정책에 항의하며 2018년 장관직을 사임했다.
2019년 하원에서 브렉시트 합의안 부결이 반복되자 메이 총리는 사임했고 이어진 보수당 대표 경선에서 존슨은 제레미 헌트를 상대로 승리한다. 총리 취임 후 브렉시트 재협상을 시작하고 9월 초 의회를 정회시켰으나 동월 말 대법원은 이 정회가 위법하다고 판결했다. 아일랜드 백스톱을 북아일랜드 의정서로 대체하는 브렉시트 합의 수정에 합의했지만 의회의 지지를 얻지 못했다. 이에 존슨 총리는 보수당 의석을 늘리기 위해 2019년 12월 조기 총선을 실시한다. 이 선거에서 보수당은 1987년 이후 가장 큰 승리를 거뒀다. 2020년 1월 31일 영국은 유럽 연합에서 탈퇴해 과도기로 들어섰고 EU-영국 무역협력협정(TCA) 협상을 시작한다.
총리 재임 중 2020년 3월 코로나19 범유행이 시작됐다. 영국 정부는 다양한 비상 수단을 동원해 범유행에 대응했고 국가 예방접종 프로그램을 시행했다. 2022년 러시아의 우크라이나 침공에 대응해 러시아에 대한 제재를 시행하고 우크라이나에 대한 원조와 무기 지원을 승인했다. 코로나19 봉쇄 기간 중 총리 관저에서 여러 번 파티를 열었다는 것이 확인돼 속칭 파티게이트가 일어났다. 존슨 총리를 포함한 83명이 사회적 거리두기법을 위반해 2022년 4월 벌금 통지됐다. 사건을 조사한 수 그레이 보고서가 2022년 5월 공개되자 비판이 확산됐다. 이에 보수당은 2022년 6월 재신임 투표를 했고 결과는 존슨의 승리였다. 2022년 7월 크리스 핀처 의원의 성추행 전력을 인지하고도 원내부총무로 임명한 것이 밝혀지면서 정부 구성원들이 대거 사임했고 존슨 총리도 사임을 발표한다. 존슨은 9월 6일 총리 관저를 떠났다. 후임은 리즈 트러스 외무 장관이다. 2023년 6월 하원 특권위원회는 만장일치로 존슨이 파티게이트와 관련해 의회에 고의적 반복적으로 거짓말했다는 보고서를 채택했다. 백벤처로 하원에 남아 있던 존슨은 위원회 결정이 나기 하루 전 의원직을 사임했다. 의원직을 유지했다면 90일간 정지됐을 것이다.
존슨은 영국 정계에서 논란이 많은 인물이다. 지지자들은 존슨의 유머와 재치, 재미가 전통적인 보수당 지지자를 넘어서는 호소력을 가지고 있어 선거 자산이 된다고 말한다. 반대로 반대자들은 그의 거짓말, 엘리트주의, 정실주의, 편견을 비판한다. 총리로서의 존슨에 대해 지지자들은 브렉시트 완수, 세계에서 가장 빨랐던 코로나 백신 프로그램 감독, 러시아의 우크라이나 침공에 대항한 국제적 지도력을 높이 평가한다. 임기 중 일어난 몇몇 정치적 논란과 스캔들 때문에 역사가들과 전기작가들에게 현대에 가장 스캔들이 많은 총리라는 평가도 받는다. 존슨의 정치적 입장은 일국 보수주의를 따르는 것으로 설명된다. 정치평론가들은 그의 정치 스타일을 기회주의적, 포퓰리즘적, 실용주의적이라고 평가한다.

## 생애
1964년 미국 뉴욕에서 유럽의회 의원이던 아버지 스탠리 존슨(Stanley Johnson)과 화가인 어머니 샬럿 포셋(Charlotte Fawcett) 사이에서 태어났다. 존슨은 5살 되던 해에 영국으로 도로 건너왔다. 어린 시절 난청이 심해 귀에 인공관을 삽입하는 수술을 여러차례 받기도 했다. 3남 1녀 중 장남으로 친구가 별로 없는 조용한 유년기를 보냈다고 한다.
1987년 9월 알레그라 모스틴 오웬과 첫 결혼을 했고 1993년 4월 이혼했다. 같은 해 L.E.K. 컨설팅에 취직하지만 지루한 나머지 일주일 만에 퇴직했다. 가족의 연줄로 보수계 신문 타임스에서 일하기 시작하지만 에드워드 2세의 궁궐을 둘러싼 역사 고고학 관련 기사에서 학자의 발언을 조작했기 때문에 곧 해고되고 있다. 이어 역시 보수계 신문 데일리 텔레그래프 기자가 되어 1989년부터 1994년까지 이 신문의 EC 특파원이 되었다. 브뤼셀에 주재하던 존슨은 반EC 색깔의 강한 기사를 계속 썼고, 특히 유럽 통합의 강력한 추진자 잭 드롤을 강하게 비판하여 EC의 수도인 브뤼셀 땅에 있으며, 몇 안 되는 유럽 회의주의 언론인으로 알려지게 되었다가 당시 보리스 존슨을 아는 기자들 중 상당수는 보리스의 기사는 EC의 신용을 손상시키기 위해 허위 사실이나 과장을 섞었다고 비판적으로 되돌아보고 있다.
이러한 기사들로 인해 유럽 회의파의 대표적인 인물로 알려지게 된다. 또한 이전에는 좌파에 의해 주장되는 일이 많았던 유럽 회의주의를 우파에게 매력적인 것으로 변모시키는 데 크게 기여하였다. 그 영향은 현실 정치의 세계에도 미쳐서 1990년대 전반의 영국 독립당의 출현에 한몫했다고 여겨지고 있는데다 보수당내의 친유럽파, 회의파의 갈등을 자극하는 것으로도 이어졌다고 한다. 수상으로서는 유럽과 거리를 두기 일쑤였던 마가렛 대처도 존슨 기사의 애독자였다고 여겨지지만, 마스트리히트 조약 체결에 진력하는 등 유럽과의 관계 수복에 진력한 후임 수상 존 메이저에게 있어서는 존슨은 매서운 존재였으며, 당시의 외무·영연방부에서는 존슨의 기사에 대응하는 특별팀이 꾸려질 정도였다. 1997년 5월 총선에서의 보수당 대패와 정권 전락의 큰 원인 중 하나는 당내 유럽 회의파의 대두에 따른 혼란으로 여겨지고 있는데 존슨의 기사는 그러한 혼란의 한 원인으로 간주되었기 때문에 그 후 한동안 보수당 정치인들의 불흥을 사게 되었다.
1993년 5월 소꿉친구 마리나 휠러와 결혼해 4자녀를 두었다. 이후 2020년 11월 이혼했다.
1994년 런던으로 돌아와 정치 칼럼니스트가 돼 독특한 스타일로 평가받는 한편 흑인 게이에 대한 차별적인 기사와 식민지배를 찬양하는 기사로 물의를 빚었다. 스펙테이터(영어판)지의 정치 칼럼니스트를 거쳐 1999년 7월부터 이 잡지의 편집자가 됐고 정계에 입문한 뒤 2005년 12월 그림자 내각의 고등교육대신에 임명될 때까지 지냈다.
이튼 칼리지를 졸업한 후 1982~1983년 동안 호주 질롱 그래머 스쿨에서 교생으로 일했으며 이후 옥스포드 대학을 졸업한 후 데일리 텔레그래프 신문사에서 저널리스트로 활동하였다. 그는 유럽연합 옹호파 자크 들로르를 강하게 비판하는 등 여러 EU 회의적인 기사들을 쓰며 당시 소수파이던 유럽연합 회의론의 대표적 인물로 부상하였는데, 특히 그는 보수 측의 입장에서 유럽연합 회의론을 설명하고 옹호함으로써, 본래 주로 좌익 진영에서 주장되던 유럽연합 회의론을 보수적 EU 회의론으로 탈바꿈하는 데 크게 일조한 것으로 평가된다.

## 정치 활동
1997년 총선에 뛰어들었다가 낙선했으나, 2001년 총선에서는 당선되어 2기 동안 하원 의원으로 활동하였다. 한편 2004년 타블로이드지가 존슨이 모 기자와 연애 관계였으며 1회 임신중절을 시킨 것을 폭로하자 논란이 되어 당의 역직에서 면직처리되기도 했다.
이후 2008년 5월 4일부터 2016년 5월 9일까지 런던 시장으로 재임했으며, 2016년 7월 13일부터 2018년 7월 9일까지 영국 외무부 장관으로 역임했다. 존슨은 영국 보수당 내에서 EU 회의파의 중심적 인물로 있었으며, 2016년 6월 23일에 실시된 국민투표의 결과를 아슬아슬하게 찬성으로 이끈 주역이기도 하다.

### 서민원 의원
2001년 6월부터는 서민원 의원을 2기 지냈다.2004년에는 타블로이드 신문에 의해, 2000년 이래 「스펙테이터」의 기자와 연애 관계에 있었으며, 2번 임신(1번은 유산, 1번은 낙태)시켰다는 사실이 폭로되었다. 존슨은 당초 부정했으나 사실로 판명된 후 당의 직책을 풀었다

### 런던 시장
2008년 5월에 런던 시장에 취임했다.시장 취임 후 존슨은 데일리 텔레그래프지에 위클리 칼럼을 재개하겠다고 발표했다.가디언지는 그가 칼럼 집필을 연봉 25만파운드에 동의했다고 보도하고 있다(연봉 중 2만5천파운드씩 저널리즘을 배우는 학생의 장학금, 고전학을 배우는 학생의 장학금으로 기부하고 있다). 같은 해 8월의 중화인민공화국에서의 2008년 베이징 올림픽 폐회식에서 올림픽기를 계승, 2012년 런던 올림픽을 준비하였다.
2009년에 예술 컨설턴트 헬렌 맥킨타이어와의 사이에 여아를 둔 것이 후에 폭로되었다.
2012년 5월 3일에 투표가 행해진 런던 시장 선거에서 켄 리빙스턴을 꺾고 재선을 완수했다. 2기 재임 중이던 2015년 5월 7일 다시 서민원 의원에 당선됐다.시장은 2016년 5월 9일까지 근무했다.
2014년 11월에 「영국, 오스트레일리아, 캐나다, 뉴질랜드는 같은 국가 원수를 공유하고 있다」라고 하여 이들 나라와 샹겐 협정 같은 것을 맺는 구상(속칭 CANZUK(영어판), 앵글로스피어(영어판)라고 불리는 것)을 제창했다.

### EU 이탈 주도
의원으로서도, 전부터 「유럽연합(EU)의 규제로 경제적 관계가 강한 중국과의 FTA를 맺을 수 없다」라고 발언하는 등 EU에 비판적인 언동으로 주목을 받고 있어, 2016년 6월 23일에 실시되는 EU로부터의 이탈 여부를 묻는 국민투표에 있어서 어떠한 입장에 설지 주목을 받고 있었지만, 2월 21일에 「매우 고민하게 했지만, 다른 여지는 없다」라고 하여 이탈을 지지하는 것을 표명, 이후는 브렉시트(Brexit) 추진파로 적극 활동했다 .버락 오바마 미국 대통령이 영국의 EU 잔류를 요구했을 때는 오바마에는 케냐인의 피가 들어 있고 반영 감정이 있다고 발언해 인종차별적이라는 이유로 물의를 일으켰다.

### 외무·영연방대신
그 국민투표에서 이탈파가 승리함으로써 데이비드 캐머런 총리가 수상 및 보수당 당수를 사임할 것을 발표했을 때에는 포스트 캐머런에게 기대되었지만 존슨은 2016년 영국 보수당 당수선거에는 출마하지 않았다. 그 후 보수당 당수로 선출된 테리자 메이가 새 총리로 임명되어 새 내각(1차 메이 내각)을 조각함에 있어 존슨이 외무·영연방대신에 기용되었다. 존슨의 외무·영연방 대신 취임을 기자 회견중에 알려진 미국의 마크 토너 국무부 대변인은 실소했다. 첫 대외 공무가 된 프랑스 대사관에서의 리셉션에서는 초대객의 야유로 맞이하고, 게다가 프랑스의 장=마르크 엘로우 외무장관으로부터는 「거짓말쟁이」라고 지명으로 비판을 받았다. 2018년 7월 9일, 메이 수상의 온건한 EU 이탈 방침에 반발했기 때문에 외무·영연방 대신을 사임했다(2차 메이 내각). 후임으로는 제레미 헌트가 취임했다.

### 보수당 당수 및 총리 취임
2019년 6월 7일 테리사 메이가 당수 사임을 표명함에 따라 보수당 당수 선거에 출마하여 5차례 의원 투표에서는 일관되게 1위를 유지하며 제레미 헌트 외무장관과의 결선 투표에 진출. 당원 투표 결과 9만 2153표를 획득하여 4만 6656표의 헌트를 내리고 7월 23일 새 당수로 선출되었다. 다음날인 7월 24일, 버킹엄 궁전에서 엘리자베스 2세 여왕을 알현해 개각의 대명(총리의 임명)을 받아 정식으로 영국의 수상이 되었다.
다우닝가 10번지 총리 관저 앞에서 취임사를 한 존슨은 이 나라를 더 좋게 만들고 싶다고 선언했다.그는 또 10월 31일 유럽연합(EU) 이탈을 실현할 예정에 대해서는 주르륵 소리가 없다고 강조하며 결정권은 내게 있다고 밝혔다.게다가 기일까지의 브렉시트(영국의 EU 이탈)에 대해 「의심하는 사람, 비관적인 사람, 슬픔에 잠겨 있는 사람」은 잘못된 것이라고 말했다.

## 총리 취임 이후
2019년 7월 23일 영국 보수당 당대표 선거에서 제레미 헌트 외무장관을 제치고 승리를 거둬 2019년 7월 24일, 보리스 존슨은 영국 총리에 취임하게 되며 영국 보수당 내의 강경파로 알려진 그는 브렉시트를 강력하게 지지하는 영국 총리로서 엘리자베스 2세의 허가와 함께 내각을 꾸리게 된다. 이로써 前 영국 총리인 테리사 메이에 이어서 총선거를 거치지 않고 임명 된 영국 총리이며, 2019 총선거에서 노동당으로부터 승리하여 과반의석으로 영국 총리직을 유지하기로 했다.

### 존슨 내각
제2차 메이 내각의 후계 정권으로서 성립한 존슨 내각의 주요 포스트에는 브렉시트(영국의 EU 이탈) 강경파를 두는 신내각을 발표하고, 7월 25일 아침에 첫 각의를 열었다. 모던 영국 내각으로 불리는 이 내각은 33개 각료 중 8명의 여성 각료, BAME(흑인-Black, 아시아인-Asian, 소수민족-Minority Ethnic의 머리글자를 딴 것)의 뿌리를 가진 비백인 각료 4명이 기용됐으며 가디언은 민족적으로는 다양하지만 사상적으로는 균질하다고 평가했다. 존슨의 동맹자인 나이젤 에반스는 "여름 대학살 만한 개조가 아니다"라고 했다.

### 친중 내각
홍콩 Phoenix TV와의 인터뷰에서 존슨 내각은 매우 친중 내각이 될 것이라고 말했다. 존슨은 시진핑 중국 국가주석의 인프라 투자 노력과 일대일로에 대한 열광적인 지지를 표명하고 영국을 중국의 투자를 위해 유럽에서 가장 열린 경제를 유지할 것을 약속했다.

### 의회 폐쇄 조치
2019년 8월 28일, 존슨은 9월 12일부터 10월 13일까지(14일에 재개) 영국 의회를 폐쇄하는 요청을 엘리자베스 여왕에게 제출해 승인받았다. 이에 따라 새 법 통과 혹은 불신임 투표를 통해 강경 이탈 방지를 노리는 반대파는 논의 시간이 더 제한됐다.서민원 의장 존 버코우는 이 결정을 헌법 위반이라며 강하게 비난했다.또 노동당 제러미 코빈 당수는 의회를 중단하는 것은 용납할 수 없으며 그것은 불가능하다.총리가 하는 일은 민주주의를 억지로 잡고 합의 없이 끌고 가는 것이라고 말했다.웨스트민스터에 모인 시위대는 반리탈 플래카드와 EU기를 들고 쿠데타는 멈춰라!라고 연호했다.

### 잇단 의원 추방·사퇴와 대법원 판결
2019년 9월 3일, 새로운 이탈 기한의 연기라면 「노타레사」DEAD INA DITCH"가 낫다」라고 말하는 존슨은 전 각료(필립·해몬드), 처칠의 손자, 최연장의 현직 의원등을 포함한 21명을 강행 이탈을 피하기 위해서 정부에 반항했다고 해서 보수당에서 해임했다.이들은 내각 최초의 중요한 투표에서 존슨을 패배시키고 정부만이 새로운 법률을 제안할 수 있다는 서민원 규정을 무효화했다.또 야당과 함께 EU 이탈기한(데드라인)을 기정 10월 31일에서 2020년 1월 31일까지 연기하도록 요구하기로 했다.계속되는 5일에는 각외 대신을 맡는 자신의 동생 조 존슨도 트위터상에서 사의를 표명하였고, 서민원 의장 바코우도 10월중의 퇴임을 발표했다 21명의 추방 처분은 전례가 없는 처치로 여겨져 그 동기에 관해서 엘리자베스 여왕을 오해하게 한 것도 아울러 미디어에 비난을 받았다. 존슨의 강행 노선은 반대로 반대파의 저항을 강화하는 결과가 되었다.
9월 24일 영국 대법원은 지난 스코틀랜드 고등법원 판결과 마찬가지로 의회 폐쇄는 위헌으로 무효라는 취지의 판결을 내렸고 의장 존 버코우는 25일 의회 재개를 선언했다.이것에 의해 강행 이탈도 불사하겠다고 한 존슨이 목표로 하는 10월말까지의 이탈은 보다 전망하기 어려운 상황이 되었다. 그러나 12월 총선에서 보수당은 압승을 거두었고, 2020년 1월 31일을 기해 영국은 EU에서 이탈했다.

### 코로나19 유행 대응
신종 코로나바이러스 감염증(코로나19)의 영국 유행 확산에 걸릴 위기가 총리에 취임한 지 1년이 채 안 된 존슨 총리에 접어들게 됐다 . 당초 영국은 집단 면역 획득을 목적으로 한 독자적인 대응책을 채용하고 있었지만 최종적으로 수십만명이 사망할 예측이었다는 점에서 비판을 받아 방침 전환을 피할 수 없게 되었다.
2020년 4월 6일, 코로나19 범유행으로 증세가 점점 악화되어 오후 7시쯤 의료팀의 조언에 따라 집중 치료 병상으로 옮겨졌다. 이후 같은 달 12일 퇴원해 27일 업무에 복귀하였다.

## 논란
보리스 존슨은 2018년 부르카를 착용한 여성을 '우체통', '은행 강도'로 표현해 영국 이슬람 평의회 등 외부로부터 질타를 받았다. 이후 그는 그의 입장을 철회하지 않았고, 결국 보수당 내에서 해당 발언에 문제가 없었던 것으로 결론이 났다.

## 학력
- 프림로스 힐 초등학교 (Primrose Hill Primary School)
- 이튼 칼리지
- 옥스퍼드 대학교 베일리얼 칼리지 (Balliol College)

## 역대 선거 결과
| 선거명      | 직책명                                      | 대수 | 정당   | 1차 득표율 | 1차 득표수  | 2차 득표율 | 2차 득표수  | 결과 | 당락                                    |
| ----------- | ------------------------------------------- | ---- | ------ | ---------- | ----------- | ---------- | ----------- | ---- | --------------------------------------- |
| 1997년 선거 | 하원의원 (클와이드 남부 선거구)             | 52대 | 보수당 | 23.08%     | 9,091표     |            |             | 2위  | 낙선                                    |
| 2001년 선거 | 하원의원 (헨리 선거구)                      | 53대 | 보수당 | 46.09%     | 20,466표    |            |             | 1위  | 헨리 하원의원 당선                      |
| 2005년 선거 | 하원의원 (헨리 선거구)                      | 54대 | 보수당 | 53.49%     | 24,894표    |            |             | 1위  | 헨리온템스 하원의원 당선                |
| 2008년 선거 | 런던 시장                                   | 2대  | 보수당 | 42.97%     | 1,043,761표 | 53.2%      | 1,168,738표 | 1위  | 런던 시장 당선                          |
| 2012년 선거 | 런던 시장                                   | 2대  | 보수당 | 44.07%     | 971,931표   | 51.5%      | 1,054,811표 | 1위  | 런던 시장 당선                          |
| 2015년 선거 | 하원의원 (억스브리지 사우스라이슬립 선거구) | 56대 | 보수당 | 50.24%     | 22,511표    |            |             | 1위  | 억스브리지 사우스라이슬립 하원의원 당선 |
| 2017년 선거 | 하원의원 (억스브리지 사우스라이슬립 선거구) | 57대 | 보수당 | 50.79%     | 23,716표    |            |             | 1위  | 억스브리지 사우스라이슬립 하원의원 당선 |
| 2019년 선거 | 하원의원 (억스브리지 사우스라이슬립 선거구) | 58대 | 보수당 | 52.61%     | 25,351표    |            |             | 1위  | 억스브리지 사우스라이슬립 하원의원 당선 |

## 참고자료